# Neohydatothrips floridanus
Neohydatothrips floridanus är en insektsart som först beskrevs av Watson 1918.  Neohydatothrips floridanus ingår i släktet Neohydatothrips och familjen smaltripsar. Inga underarter finns listade i Catalogue of Life.